# 레지널드 페센든
레지널드 오브리 페센든(영어: Reginald Aubrey Fessenden, 1866년 10월 6일 ~ 1932년 7월 22일)은 미국에서 주로 활동한 캐나다 출신의 발명가이다.
그는 다양한 분야에서 수백 개의 특허를 받았는데 그 중에서 가장 유명한 것은 라디오와 소나이다. 진폭 변조(AM)를 비롯한 라디오 기술 분야의 선구자로 가장 잘 알려진 페센든은 1900년에 최초로 라디오로 음성을 전송하는 데 성공하였고 1906년에는 대서양을 가로질러 최초의 쌍방향 무선 전신을 성공시키기도 하였다.

## 같이 보기
- 라디오
- 진폭 변조
- 소나